# Гарфилд шоу
«Гарфилд Шоу» (англ. The Garfield Show) — американский мультипликационный сериал, основанный на персонажах комиксов, которые придумал Джим Дэвис.

## Сюжет
Главный герой — очаровательный любитель лазаньи, толстый и ленивый, но в то же время умный и хитрый кот Гарфилд. В каждой серии его будет ждать что-то новое. Например: на Гарфилда нападут говорящие лазаньи, на дом нападёт робот "Чистюля 7000", Одди нашёл кость и раскопал весь двор.

## Трансляция мультсериала в Российской Федерации
В России мультсериал первоначально транслировался на канале "Boomerang"
В настоящее время он транслируется на телеканале GulliGirl